# Gordon Murray Automotive

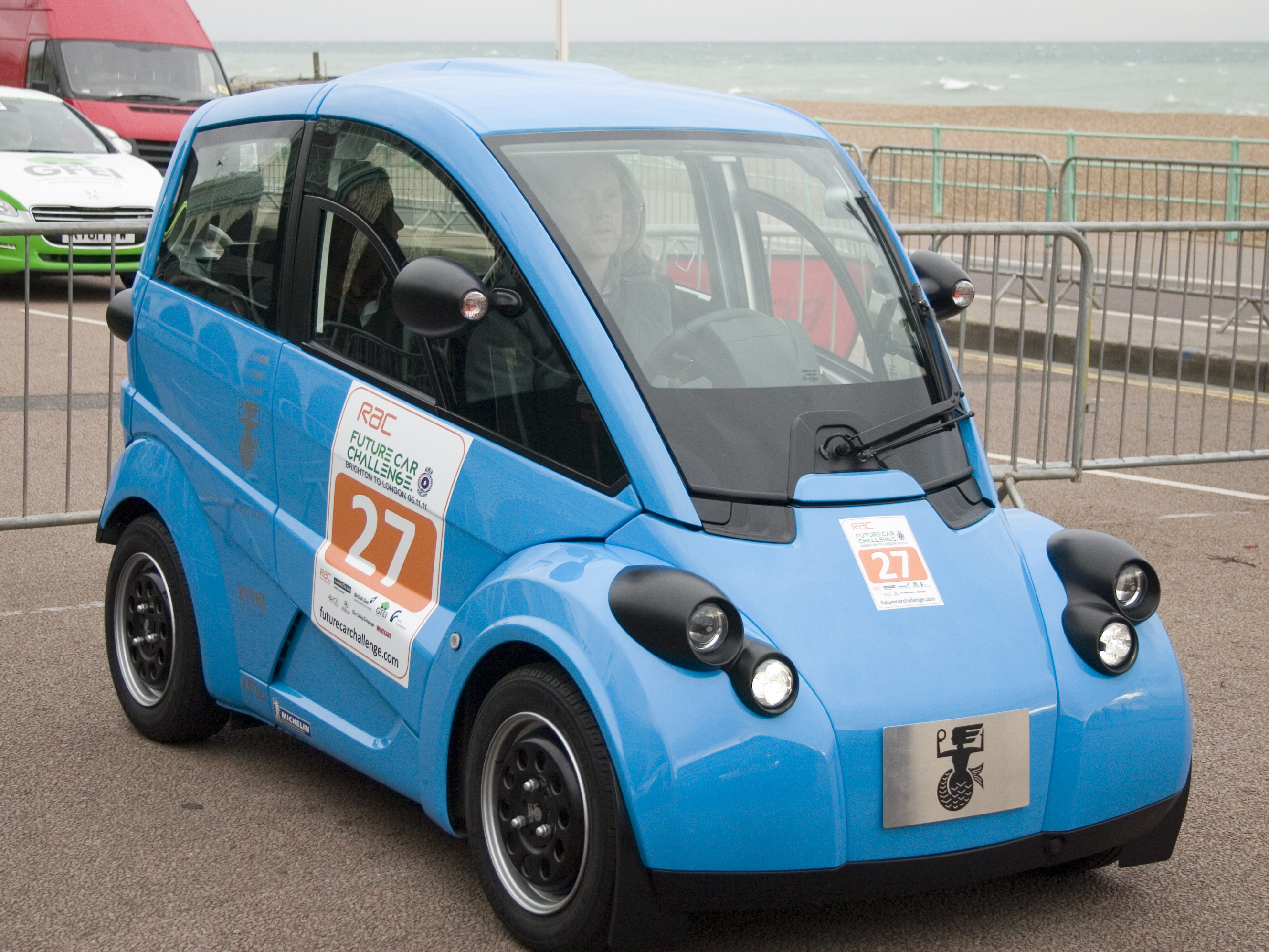
T.27

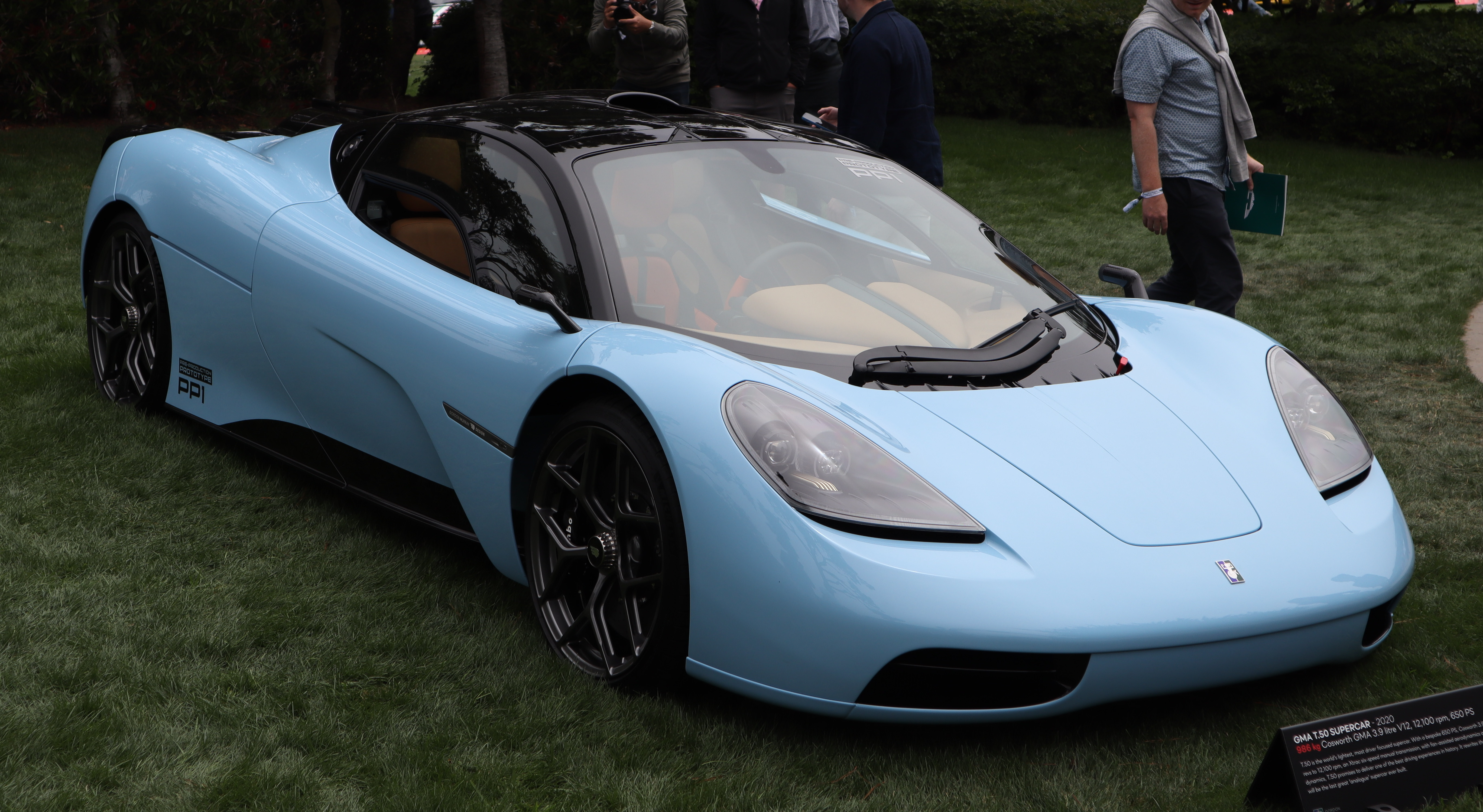
GMA T.50

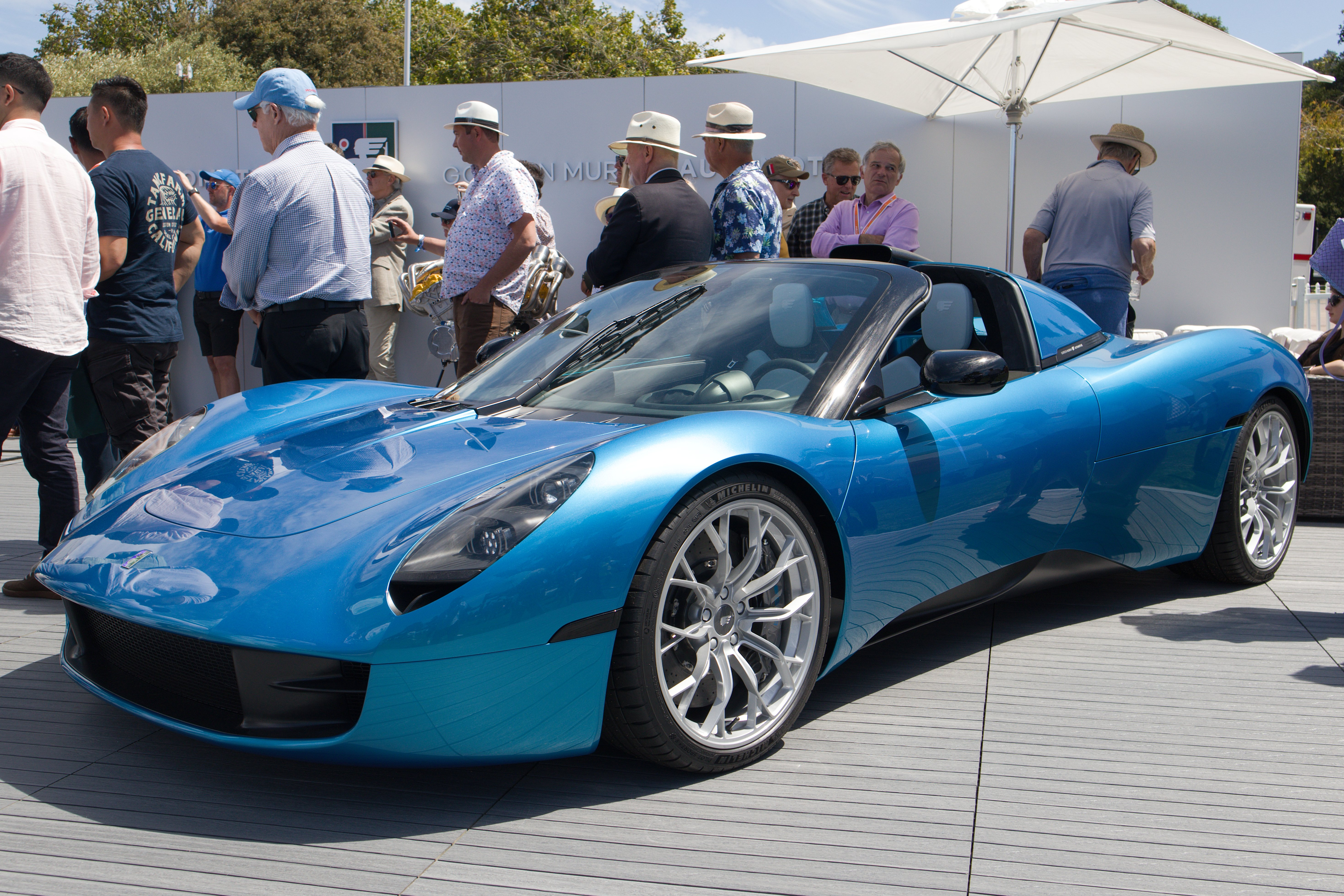
GMA T.33

Gordon Murray Design, Gordon Murray Automotive – brytyjski producent mikrosamochodów i supersamochodów z siedzibą w Shalford, działający od 2007 roku. 

## Historia

### Gordon Murray Design
Pierwszym autorskim przedsięwzięciem Gordona Murraya była firma projektowa Gordon Murray Design założona w 2007 roku po tym, jak 2 lata wcześnie opuścił on struktury McLaren Cars i zdecydował się działać odtąd niezależnie. Pochodzący z Południowej Afryki konstruktor wyspecjalizował się odtąd w doradztwie projektowym, pracując także nad własnym projektem nietypowego samochodu miejskiego. T.25 zaprezentowany został w 2010 roku, charakteryzując się koncepcją nietypowego hatchbacka z nietypowo otwieranym nadwoziem i ekonomicznym napędem. 
W 2011 roku Gordon Murray przedstawił z kolei ewolucyjne rozwinięcie projektu T.25 w postaci w pełni elektrycznego T.27, który powstał we współpracy z innym brytyjskim przedsiębiorstwem Zytek Automotive. W sierpniu 2013 Gordon Murray zapowiadał, że oba samochody trafią do seryjnej produkcji w 2016 roku, jednak ostatecznie nie doczekały się one realizacji i nie wykroczyły poza fazę przedprodukcyjnych prototypów. W 2015 roku głęboko zmodernizowany T.25 miał być seryjnie wytwarzany w partnerstwie z gigantem paliwowym Shell, jednak i to przedsięwzięcie zakończyło się jedynie zbudowaniem testowego prototypu Shell Concept Car w 2016 roku.

### Gordon Murray Automotive
W 2017 roku Gordon Murray zmienił profil swojej dotychczasowej działalności, inaugurując nową nazwę przedsiębiorstwa jako Gordon Murray Automotive. Konstruktor skoncentrował się odtąd na małoseryjnych supersamochodach, nawiązujących do koncepcji i założeń stojących za najsłynniejszym projektem Murraya - McLarenem F1 z 1992 roku. W sierpniu 2020 brytyjskie przedsiębiorstwo przedstawiło swój pierwszy seryjny produkt w postaci GMA T.50. W lutym 2022 zakłady w angielskim Surrey rozpoczęły małoseryjną produkcję supersamochodu, z pulą egzemplarzy ściśle limitowaną do nie więcej niż 100 sztuk. W tym samym roku, miesiąc wcześniej, GMA przedstawiło swój drugi model - mniejszy i lżejszy supersamochód GMA T.33. Brytyjska firma planuje rozpocząć ręczną produkcję tego modelu w 2024 roku, podobnie jak w przypadku T.50 ograniczając serię egzemplarzy do 100 samochodów i wyprzedając wszystkie modele tuż po premierze.

## Modele samochodów

### Obecnie produkowane
- T.33
- T.50

### Historyczne
- T.25 (2010)
- T.27 (2011)

### Studyjne
- Toray Teewave AR.1 (2011)
- Shell Concept Car (2016)